# Limodorum
Limodorum is een Europees geslacht van orchideeën. Het geslacht komt met één soort (de paarse aspergeorchis) in Wallonië voor.
Het geslacht werd lange tijd (en door sommige auteurs nog steeds) als monotypisch beschouwd, met de paarse aspergeorchis als enige soort.

## Naamgeving en etymologie
Synoniemen: Limodoron St.-Lag. 1880, Jonorchis Beck 1890, Ionorchis Beck 1890, Lequeetia Bubani 1901
De herkomst van het woord Limodorum is niet helemaal duidelijk. De naam werd als λειμόδωρον, (leimodōron) gebruikt door de Griekse botanicus Theophrastus, alhoewel hij er waarschijnlijk de bremrapen mee aanduidde. Het zou afkomstig zijn van het Oudgriekse λειμών (leimōn) = 'weide' en δώρον (dōron) = 'geschenk'.

## Kenmerken
Limodorum-soorten zijn terrestrische, overblijvende planten (geofyten), die overwinteren met een korte wortelstok. Het zijn mycoheterotrofe planten, die in symbiose leven met een schimmel. De planten hebben geen echte bladeren, maar bladgroenloze schubben.
De bloem heeft vrijstaande sepalen en petalen Het gynostemium is verlengd, de beide pollinia zitten vast met een enkel viscidium.

## Taxonomie
Limodorum wordt samen met de bosvogeltjes (Cephalanthera), de wespenorchissen (Epipactis) en Neottia tot de tribus Neottieae gerekend.
Naargelang de indeling van de taxonoom telt het geslacht één tot dertig soorten.
In het eerste geval wordt enkel de paarse aspergeorchis (Limodorum abortivum) als soort beschouwd en is het geslacht dus monotypisch.
Subtribus Limodorinae 

Geslachten: Aphyllorchis · Bosvogeltje (Cephalanthera) · Wespenorchis (Epipactis) · Limodorum

Subtribus Listerinae 

Geslachten: Neottia · (Keverorchis (Listera))

Subtribus: Onbepaald 

Geslacht: Palmorchis